# أني فريسنغر بوستما
أني فريسنغر بوستما (Anni Friesinger-Postma) هي لاعبة أولمبية لرياضة تزلج سريع من ألمانيا. شاركت في الأولمبياد الشتوي في 1998–2010، وفازت بما مجموعه 5 ميداليات.

## الميداليات
| ذهب | فضة | برونز | المجموع |
| 3   | 0   | 2     | 5       |

## روابط خارجية
- أني فريسنغر بوستما على موقع SpeedSkatingBase.eu (الإنجليزية)
- أني فريسنغر بوستما على موقع SpeedSkatingNews.info (الإنجليزية)
- أني فريسنغر بوستما على موقع SpeedSkatingStats.com (الإنجليزية)
- أني فريسنغر بوستما على موقع اللجنة الأولمبية الدولية (الإنجليزية)
- أني فريسنغر بوستما على موقع أوليمبيديا (الإنجليزية)